# Codex Upsaliensis
Codex Upsaliensis (El códice de Upsala) es un manuscrito medieval de principios del siglo XIV (c. 1300 - 1325) y se considera el más antiguo que conserva la Edda prosaica de Snorri Sturluson. También contiene el Skáldatal, Ættartála Sturlunga, Lǫgsǫgumannatal (lista de los lögsögumaður) y una versión de Otro tratado gramatical, que difiere algo de Ormsbók, posiblemente influenciado por los tratados en latín sobre métrica. Se conserva en la biblioteca de la Universidad de Upsala y catalogada como DG11.